# Кнут, Райнхард
Райнхард Густав Пауль Кнут (нем. Reinhard Gustav Paul Knuth; 1874—1957) — немецкий ботаник.

## Биография
Райнхард Кнут родился 17 ноября 1874 года в Берлине. В 1893 году поступил в Берлинский университет, где изучал естественные науки, в частности, ботанику и зоологию. В 1898 году окончил университет и начал подготовку к защите докторской диссертации с Адольфом Энглером. В 1902 году Райнхард Кнут стал доктором философии в Ботаническом музее Берлин-Далем. Его диссертация была посвящена роду Герань.
С 1900 по 1905 Кнут преподавал в школе в Бреслау, а также работал над монографией семейства Первоцветные для книги Энглера Pflanzenreich совместно с Ф. Паксом (1905), после чего вернулся в Берлин. Он продолжил преподавать в средней школе в Шарлоттенбурге, в 1919 году стал её директором. С 1912 года Кнут — профессор ботаники. В 1937 году он ушёл на пенсию.
25 февраля 1957 года Райнхард Кнут скончался.
Гербарий Р. Кнута, включавший более 26 тысяч образцов растений, хранился в Ботаническом музее Берлин-Далем. В ночь с 1 на 2 марта 1943 года он был уничтожен вместе с множеством рукописей, включая законченную, но не изданную монографию семейства Элеокарповые.

## Некоторые научные работы
- Pax, F.; Knuth, R. (1905). Primulaceae. In: Engler, A. Pflanzenreich. Heft 22.
- Knuth, R. (1912). Geraniaceae. In: Engler, A. Pflanzenreich. Heft 53.
- Knuth, R. (1924). Dioscoreaceae. In: Engler, A. Pflanzenreich. Heft 87.
- Knuth, R. (1926—1928). Initiae florae venezuelensis. 768 p.
- Knuth, R. (1930). Oxalidaceae. In: Engler, A. Pflanzenreich. Heft 95.
- Knuth, R. (1930). Dioscoreaceae. In: Engler, A.; Prantl, K. Die natürlichen Pflanzenfamilien. Ed. 2. Heft 15.
- Knuth, R. (1931). Oxalidaceae, Geraniaceae. In: Engler, A.; Prantl, K. Die natürlichen Pflanzenfamilien. Ed. 2. Heft 19.